# Skilanglauf-Weltcup 1998/99
Der Skilanglauf-Weltcup 1998/99 begann am 28. November 1998 in Muonio und endete am 20. März 1999 in Oslo. Höhepunkt der Saison waren die Nordischen Skiweltmeisterschaften 1999 vom 19. bis 28. Februar in Ramsau. Für die dort ausgetragenen Einzelwettbewerbe wurden – letztmals für Weltmeisterschaften – auch Weltcuppunkte vergeben, wobei allerdings nur die beiden besten Platzierungen einer Athletin oder eines Athleten gewertet wurden. Die im Block zwischen Weihnachten und Neujahr durchgeführten Sprintwettbewerbe in Garmisch-Partenkirchen, Engelberg und Kitzbühel wurden nur für die Disziplinenwertung Sprint & Mitteldistanz, nicht aber für den Gesamtweltcup gewertet. Der Sprint in Mailand dagegen zählte auch für den Gesamtweltcup.
Der Sieg in der Weltcupgesamtwertung bei den Herren ging zum sechsten Mal an Bjørn Dæhlie aus Norwegen. Dæhlie ist bisher der einzige Athlet, dem ein sechster Sieg gelang. Er zog damit an Gunde Svan vorbei, der den Gesamtsieg fünfmal erkämpfen konnte. Im Laufe der Saison errang Dæhlie fünf Siege und vier weitere Podestplatzierungen. In seiner Karriere konnte er somit insgesamt 46 Weltcupsiege feiern und ist damit der erfolgreichste Athlet, der an Weltcupwettbewerben teilgenommen hat (Stand November 2009). Der zweite Platz ging an den Österreicher Michail Botwinow, der den Finnen Mika Myllylä klar auf den dritten Platz verweisen konnte. Botwinow sicherte sich die Disziplinenwertung der Langdistanzwettbewerbe vor Dæhlie und Myllylä. Er ist damit der erste österreichische Athlet, der eine Gesamtwertung im Skilanglauf-Weltcup gewinnen konnte. Die Sprint- & Mitteldistanzwertung gewann – erstmals in seiner Karriere – Bjørn Dæhlie, der nach der Saison seine aktive Karriere beendete. Zweiter in dieser Wertung wurde sein Landsmann Tor Arne Hetland vor dem Schweden Mathias Fredriksson.
Während die Saison bei den Herren klar von Dæhlie dominiert wurde, der frühzeitig als Gesamtsieger feststand, wurde die Damenwertung erst beim Saisonfinale entschieden. Vor dem letzten Wettbewerb lag die Norwegerin Bente Martinsen mit 71 Punkten Vorsprung deutlich in Führung vor der Italienerin Stefania Belmondo. Während Belmondo, die ihre Stärken auf den längeren Distanzen hatte, die Länge des Finalwettbewerbs von 30 Kilometern entgegenkam, offenbarte Sprintspezialistin Martinsen erneut ihre Schwächen auf den längeren Distanzen. Belmondo belegte in Oslo den zweiten Platz hinter Julija Tschepalowa und konnte sich somit 80 Punkte sichern. Martinsen hingegen konnte nur den 22. Platz belegen, was ihr Punktekonto um weitere 9 Zähler erhöhte. Dies bedeutete, dass beide Damen am Ende 768 Punkte in der Gesamtwertung für sich verbuchen konnten und somit zum ersten Mal in der Geschichte des Skilanglauf-Weltcups der Sieg in der Gesamtwertung aufgrund der höheren Anzahl an Saisonsiegen entschieden wurde. Da Martinsen im Laufe der Saison sieben Wettbewerbe für sich entscheiden konnte, während Belmondo nur zweimal erfolgreich war, ging die große Kristallkugel zum ersten Mal in ihrer Karriere an Martinsen. Den dritten Platz sicherte sich die Russin Nina Gawriljuk. Der Sieg in der Sprint- & Mitteldistanzwertung ging ebenfalls an Martinsen vor der Tschechin Kateřina Neumannová und Kristina Šmigun. Die Estin gewann zudem den Langdistanzweltcup vor Belmondo und der Russin Larissa Lasutina.
Den Nationencup gewann Norwegen vor Russland und Schweden. Während die Damenwertung souverän von Russland gewonnen wurde, sicherte sich Norwegen auch den Sieg bei den Herren.

## Männer

### Podestplätze
| Datum                                | Austragungsort         | Disziplin                   | Sieger                                                                        | Zweiter                                                                     | Dritter                                                                    |
| ------------------------------------ | ---------------------- | --------------------------- | ----------------------------------------------------------------------------- | --------------------------------------------------------------------------- | -------------------------------------------------------------------------- |
| 28.11.1998                           | Muonio                 | 10 km Freistil              | Per Elofsson                                                                  | Bjørn Dæhlie                                                                | Sami Repo                                                                  |
| 29.11.1998                           | Muonio                 | 4 × 10 km Staffel Freistil  | SchwedenAnders Bergström Magnus Ingesson Mathias Fredriksson Per Elofsson     | NorwegenOle Einar Bjørndalen Kristen Skjeldal Bjørn Dæhlie Tor Arne Hetland | ItalienFabio Maj Silvio Fauner Pietro Piller Cottrer Maurizio Pozzi        |
| 10.12.1998                           | Mailand                | Sprint Freistil             | Mathias Fredriksson                                                           | Peter Schlickenrieder                                                       | Thobias Fredriksson                                                        |
| 12.12.1998                           | Toblach                | 10 km Freistil              | Bjørn Dæhlie                                                                  | Michail Botwinow                                                            | Alois Stadlober                                                            |
| 13.12.1998                           | Toblach                | 15 km Verfolgung klassisch  | Bjørn Dæhlie                                                                  | Espen Bjervig                                                               | Jari Isometsä                                                              |
| 19.12.1998                           | Davos                  | 30 km klassisch             | Bjørn Dæhlie                                                                  | Alexei Prokurorow                                                           | Michail Botwinow                                                           |
| 20.12.1998                           | Davos                  | 4 × 10 km Staffel           | NorwegenEspen Bjervig Erling Jevne Bjørn Dæhlie Tor Arne Hetland              | SchwedenAnders Bergström Niklas Jonsson Mathias Fredriksson Per Elofsson    | ÖsterreichAlexander Marent Alois Stadlober Michail Botwinow Achim Walcher  |
| 27.12.1998                           | Garmisch-Partenkirchen | Sprint Freistil             | Tor Arne Hetland                                                              | Thobias Fredriksson                                                         | Ari Palolahti                                                              |
| 28.12.1998                           | Engelberg              | Sprint Freistil             | Tor Arne Hetland                                                              | Christian Hoffmann                                                          | Patrick Mächler                                                            |
| 29.12.1998                           | Kitzbühel              | Sprint Freistil             | Peter Schlickenrieder                                                         | Thobias Fredriksson                                                         | Christian Hoffmann                                                         |
| 05.01.1999                           | Otepää                 | 15 km klassisch             | Espen Bjervig                                                                 | Mika Myllylä                                                                | Anders Bergström                                                           |
| 09.01.1999                           | Nové Město             | 15 km klassisch             | Bjørn Dæhlie                                                                  | Erling Jevne                                                                | Espen Bjervig                                                              |
| 10.01.1999                           | Nové Město             | 4 × 10 km Staffel           | ÖsterreichMarkus Gandler Alexander Marent Michail Botwinow Christian Hoffmann | ItalienFulvio Valbusa Fabio Maj Pietro Piller Cottrer Silvio Fauner         | NorwegenOdd-Bjørn Hjelmeset Erling Jevne Frode Jermstad Tor Arne Hetland   |
| 12.01.1999                           | Nové Město             | 30 km Freistil              | Michail Botwinow                                                              | Bjørn Dæhlie                                                                | Per Elofsson                                                               |
| 14.02.1999                           | Seefeld                | 10 km Freistil              | Mika Myllylä                                                                  | Michail Botwinow                                                            | Jari Isometsä                                                              |
| 42. Nordische Skiweltmeisterschaften |                        |                             |                                                                               |                                                                             |                                                                            |
| 19.02.1999                           | Ramsau                 | 30 km Freistil              | Mika Myllylä                                                                  | Thomas Alsgaard                                                             | Bjørn Dæhlie                                                               |
| 22.02.1999                           | Ramsau                 | 10 km klassisch             | Mika Myllylä                                                                  | Alois Stadlober                                                             | Odd-Bjørn Hjelmeset                                                        |
| 23.02.1999                           | Ramsau                 | 15 km Verfolgung Freistil   | Thomas Alsgaard                                                               | Mika Myllylä                                                                | Fulvio Valbusa                                                             |
| 26.02.1999                           | Ramsau                 | 4 × 10 km Staffel           | ÖsterreichAlois Stadlober Markus Gandler Michail Botwinow Christian Hoffmann  | NorwegenEspen Bjervig Erling Jevne Bjørn Dæhlie Thomas Alsgaard             | ItalienGiorgio Di Centa Fabio Maj Fulvio Valbusa Silvio Fauner             |
| 28.02.1999                           | Ramsau                 | 50 km klassisch             | Mika Myllylä                                                                  | Andrus Veerpalu                                                             | Michail Botwinow                                                           |
| 07.03.1999                           | Lahti                  | 15 km klassisch             | Bjørn Dæhlie                                                                  | Wladimir Wilissow                                                           | Frode Estil                                                                |
| 08.03.1999                           | Vantaa                 | Teamsprint Freistil         | Italien IIGiorgio Di Centa Cristian Zorzi                                     | EstlandMeelis Aasmäe Pavo Raudsepp                                          | Italien IPietro Piller Cottrer Silvio Fauner                               |
| 13.03.1999                           | Falun                  | 30 km klassisch             | Anders Bergström                                                              | Michail Botwinow                                                            | Mika Myllylä                                                               |
| 14.03.1999                           | Falun                  | 4 × 10 km Staffel           | SchwedenMathias Fredriksson Anders Bergström Per Elofsson Jörgen Brink        | FinnlandJanne Immonen Harri Kirvesniemi Mika Myllylä Sami Repo              | RusslandWitali Denissow Michail Iwanow Alexei Prokurorow Wladimir Wilissow |
| 20.03.1999                           | Oslo                   | 50 km klassisch             | Michail Botwinow                                                              | Bjørn Dæhlie                                                                | Christian Hoffmann                                                         |
| 21.03.1999                           | Oslo                   | 4 × 10 km Staffel klassisch | NorwegenFrode Estil Espen Bjervig Anders Aukland Odd-Bjørn Hjelmeset          | RusslandWitali Denissow Michail Iwanow Alexei Prokurorow Wladimir Wilissow  | ItalienSilvio Fauner Giorgio Di Centa Fabio Maj Fulvio Valbusa             |

### Wertungen
| Rang | Name                  | Punkte |
| ---- | --------------------- | ------ |
| 1    | Bjørn Dæhlie          | 885    |
| 2    | Michail Botwinow      | 685    |
| 3    | Mika Myllylä          | 573    |
| 4    | Mathias Fredriksson   | 484    |
| 5    | Per Elofsson          | 465    |
| 6    | Anders Bergström      | 454    |
| 7    | Espen Bjervig         | 406    |
| 8    | Jari Isometsä         | 370    |
| 9    | Alexei Prokurorow     | 366    |
| 10   | Erling Jevne          | 318    |
| 11   | Alois Stadlober       | 279    |
| 12   | Fulvio Valbusa        | 273    |
| 13   | Thomas Alsgaard       | 266    |
| 14   | Niklas Jonsson        | 259    |
| 15   | Ivan Bátory           | 248    |
| 16   | Christian Hoffmann    | 248    |
| 17   | Odd-Bjørn Hjelmeset   | 246    |
| 18   | Fabio Maj             | 227    |
| 19   | Frode Estil           | 219    |
| 20   | Kristen Skjeldal      | 219    |
| 21   | Wladimir Wilissow     | 211    |
| 22   | Andrus Veerpalu       | 189    |
| 23   | Tor Arne Hetland      | 170    |
| 24   | Silvio Fauner         | 169    |
| 25   | Giorgio Di Centa      | 132    |
| 26   | Maurizio Pozzi        | 115    |
| 27   | Jaak Mae              | 113    |
| 28   | Andreas Schlütter     | 103    |
| 29   | Michail Iwanow        | 100    |
| 30   | Sami Repo             | 90     |
| 31   | Martin Koukal         | 87     |
| 32   | Juan Jesús Gutiérrez  | 83     |
| 33   | Harri Kirvesniemi     | 80     |
| 34   | Peter Schlickenrieder | 80     |
| 35   | Vincent Vittoz        | 78     |
| 36   | Markus Gandler        | 74     |
| 37   | Sture Sivertsen       | 72     |

| Rang | Name                  | Punkte |
| ---- | --------------------- | ------ |
| 38   | Pietro Piller Cottrer | 68     |
| 39   | Achim Walcher         | 66     |
| 40   | Stephan Kunz          | 65     |
| 41   | Sergei Krjanin        | 64     |
| 42   | Lukáš Bauer           | 61     |
| 43   | Thobias Fredriksson   | 60     |
| 44   | Magnus Ingesson       | 57     |
| 45   | Alexander Marent      | 55     |
| 46   | Wilhelm Aschwanden    | 54     |
| 47   | Witali Denissow       | 45     |
| 48   | Henrik Forsberg       | 45     |
| 49   | Karri Hietamäki       | 45     |
| 50   | Ari Palolahti         | 40     |
| 51   | Anders Aukland        | 39     |
| 52   | Mitsuo Horigome       | 31     |
| 53   | Cristian Zorzi        | 31     |
| 54   | Martin Bajčičák       | 29     |
| 55   | Wladimir Legotin      | 29     |
| 56   | Tore Bjonviken        | 25     |
| 57   | Krister Sørgård       | 25     |
| 58   | Patrick Rémy          | 24     |
| 59   | Remi Andersen         | 22     |
| 60   | Håvard Bjerkeli       | 22     |
| 61   | Janko Neuber          | 22     |
| 62   | Aljaksandr Sannikou   | 22     |
| 63   | Ole Einar Bjørndalen  | 21     |
| 64   | Urban Lindgren        | 21     |
| 65   | Marcus Nash           | 21     |
| 66   | Sjarhej Dalidowitsch  | 20     |
| 67   | Gerhard Urain         | 20     |
| 68   | Morgan Göransson      | 19     |
| 69   | Andrei Newsorow       | 19     |
| 70   | Pawel Rjabinin        | 18     |
| 71   | Agostino Filippa      | 17     |
| 72   | Gianantonio Zanetel   | 16     |
| 73   | Hiroyuki Imai         | 15     |
| 74   | Janne Immonen         | 15     |

| Rang | Name                  | Punkte |
| ---- | --------------------- | ------ |
| 75   | Petr Michl            | 15     |
| 76   | Christoph Sumann      | 14     |
| 77   | Axel Teichmann        | 14     |
| 78   | Anders Eide           | 13     |
| 79   | Donald Farley         | 13     |
| 80   | Gaudenzio Godioz      | 13     |
| 81   | Markus Hasler         | 13     |
| 82   | Egil Kristiansen      | 13     |
| 83   | Jordi Ribó            | 13     |
| 84   | Alois Blassnig        | 12     |
| 85   | Beat Koch             | 12     |
| 86   | Jörgen Brink          | 11     |
| 87   | Daniel Gideonsson     | 11     |
| 88   | Matej Soklič          | 11     |
| 89   | Morten Brørs          | 9      |
| 90   | Frode Jermstad        | 9      |
| 91   | Pietro Broggini       | 8      |
| 92   | Lilian Gaillard       | 8      |
| 93   | Patrick Rölli         | 7      |
| 94   | Andrey Schlyundikov   | 6      |
| 95   | Justin Wadsworth      | 6      |
| 96   | Ricardas Panavas      | 5      |
| 97   | Rune Torseth          | 5      |
| 98   | Meelis Aasmäe         | 4      |
| 99   | Roberto De Zolt Ponte | 4      |
| 100  | Christer Majbäck      | 4      |
| 101  | Sergio Piller         | 4      |
| 102  | Reto Burgermeister    | 3      |
| 103  | Cristian Saracco      | 3      |
| 104  | Hallgeir Viken        | 3      |
| 105  | John Bauer            | 2      |
| 106  | Václav Korunka        | 2      |
| 107  | Patrik Mächler        | 2      |
| 108  | Frode Andresen        | 1      |
| 109  | Bruno Carrara         | 1      |
| 110  | Kuisma Taipale        | 1      |

| Rang | Name                  | Punkte |
| ---- | --------------------- | ------ |
| 1    | Bjørn Dæhlie          | 480    |
| 2    | Tor Arne Hetland      | 354    |
| 3    | Mathias Fredriksson   | 308    |
| 4    | Espen Bjervig         | 298    |
| 5    | Per Elofsson          | 295    |
| 6    | Christian Hoffmann    | 287    |
| 7    | Michail Botwinow      | 272    |
| 8    | Mika Myllylä          | 261    |
| 9    | Thobias Fredriksson   | 252    |
| 10   | Peter Schlickenrieder | 247    |

| Rang | Name                | Punkte |
| ---- | ------------------- | ------ |
| 1    | Michail Botwinow    | 413    |
| 2    | Bjørn Dæhlie        | 360    |
| 3    | Mika Myllylä        | 312    |
| 4    | Anders Bergström    | 261    |
| 5    | Alexei Prokurorow   | 261    |
| 6    | Mathias Fredriksson | 176    |
| 7    | Fulvio Valbusa      | 157    |
| 8    | Per Elofsson        | 141    |
| 9    | Niklas Jonsson      | 129    |
| 10   | Alois Stadlober     | 122    |

## Frauen

### Podestplätze
| Datum                                | Austragungsort         | Disziplin                  | Sieger                                                                          | Zweiter                                                                                | Dritter                                                                        |
| ------------------------------------ | ---------------------- | -------------------------- | ------------------------------------------------------------------------------- | -------------------------------------------------------------------------------------- | ------------------------------------------------------------------------------ |
| 28.11.1998                           | Muonio                 | 5 km Freistil              | Kateřina Neumannová                                                             | Stefania Belmondo                                                                      | Nina Gawriljuk                                                                 |
| 29.11.1998                           | Muonio                 | 4 × 5 km Staffel Freistil  | Russland IOlga Danilowa Anfissa Reszowa Swetlana Nageikina Nina Gawriljuk       | ItalienKarin Moroder Gabriella Paruzzi Sabina Valbusa Stefania Belmondo                | NorwegenBente Martinsen Elin Nilsen Anita Moen Maj Helen Sorkmo                |
| 10.12.1998                           | Mailand                | Sprint Freistil            | Anita Moen                                                                      | Andreja Mali                                                                           | Bente Martinsen                                                                |
| 12.12.1998                           | Toblach                | 5 km Freistil              | Kateřina Neumannová                                                             | Antonina Ordina                                                                        | Nina Gawriljuk                                                                 |
| 13.12.1998                           | Toblach                | 10 km Verfolgung klassisch | Bente Martinsen                                                                 | Nina Gawriljuk                                                                         | Antonina Ordina                                                                |
| 19.12.1998                           | Davos                  | 15 km klassisch            | Olga Danilowa                                                                   | Bente Martinsen                                                                        | Larissa Lasutina                                                               |
| 20.12.1998                           | Davos                  | 4 × 5 km Staffel           | Russland IOlga Danilowa Swetlana Nageikina Larissa Lasutina Nina Gawriljuk      | ItalienGabriella Paruzzi Antonella Confortola Stefania Belmondo Sabina Valbusa         | Russland IIMarina Lazskaja Natalja Baranowa Julija Tschepalowa Anfissa Reszowa |
| 27.12.1998                           | Garmisch-Partenkirchen | Sprint Freistil            | Bente Martinsen                                                                 | Kristina Šmigun                                                                        | Andreja Mali                                                                   |
| 28.12.1998                           | Engelberg              | Sprint Freistil            | Bente Martinsen                                                                 | Maj Helen Sorkmo                                                                       | Karin Moroder                                                                  |
| 29.12.1998                           | Kitzbühel              | Sprint Freistil            | Bente Martinsen                                                                 | Andreja Mali                                                                           | Anne Kristi Marken                                                             |
| 05.01.1999                           | Otepää                 | 10 km klassisch            | Bente Martinsen                                                                 | Antonina Ordina                                                                        | Kristina Šmigun                                                                |
| 09.01.1999                           | Nové Město             | 10 km klassisch            | Bente Martinsen                                                                 | Kateřina Neumannová                                                                    | Swetlana Nageikina                                                             |
| 10.01.1999                           | Nové Město             | 4 × 5 km Staffel           | RusslandSwetlana Nageikina Nina Gawriljuk Anfissa Reszowa Julija Tschepalowa    | NorwegenMaj Helen Sorkmo Anita Moen Elin Nilsen Bente Martinsen                        | ItalienGabriella Paruzzi Antonella Confortola Stefania Belmondo Sabina Valbusa |
| 12.01.1999                           | Nové Město             | 15 km Freistil             | Kristina Šmigun                                                                 | Stefania Belmondo                                                                      | Nina Gawriljuk                                                                 |
| 14.02.1999                           | Seefeld                | 5 km Freistil              | Nina Gawriljuk                                                                  | Anfissa Reszowa                                                                        | Stefania Belmondo                                                              |
| 42. Nordische Skiweltmeisterschaften |                        |                            |                                                                                 |                                                                                        |                                                                                |
| 19.02.1999                           | Ramsau                 | 15 km Freistil             | Stefania Belmondo                                                               | Kristina Šmigun                                                                        | Maria Theurl                                                                   |
| 22.02.1999                           | Ramsau                 | 5 km klassisch             | Bente Martinsen                                                                 | Olga Danilowa                                                                          | Kateřina Neumannová                                                            |
| 23.02.1999                           | Ramsau                 | 10 km Verfolgung klassisch | Stefania Belmondo                                                               | Nina Gawriljuk                                                                         | Iryna Terelja                                                                  |
| 26.02.1999                           | Ramsau                 | 4 × 5 km Staffel           | RusslandOlga Danilowa Larissa Lasutina Anfissa Reszowa Nina Gawriljuk           | ItalienSabina Valbusa Gabriella Paruzzi Antonella Confortola Stefania Belmondo         | DeutschlandViola Bauer Ramona Roth Evi Sachenbacher Sigrid Wille               |
| 27.02.1999                           | Ramsau                 | 30 km klassisch            | Larissa Lasutina                                                                | Olga Danilowa                                                                          | Kristina Šmigun                                                                |
| 07.03.1999                           | Lahti                  | 10 km klassisch            | Larissa Lasutina                                                                | Bente Martinsen                                                                        | Kateřina Neumannová                                                            |
| 08.03.1999                           | Vantaa                 | Teamsprint Freistil        | TschechienKateřina Neumannová Kateřina Nash                                     | FrankreichAnnick Vaxelaire-Pierrel Karine Laurent Philippot                            | SchweizSylvia Honegger Brigitte Albrecht                                       |
| 13.03.1999                           | Falun                  | 15 km klassisch            | Larissa Lasutina                                                                | Swetlana Nageikina                                                                     | Natalja Baranowa-Massalkina                                                    |
| 14.03.1999                           | Falun                  | 4 × 5 km Staffel           | RusslandSwetlana Nageikina Natalja Baranowa Julija Tschepalowa Larissa Lasutina | Russland IINina Gawriljuk Ljubow Jegorowa Anfissa Reszowa Irina Skladnewa              | ItalienSabina Valbusa Gabriella Paruzzi Antonella Confortola Stefania Belmondo |
| 20.03.1999                           | Oslo                   | 30 km klassisch            | Julija Tschepalowa                                                              | Stefania Belmondo                                                                      | Kristina Šmigun                                                                |
| 21.03.1999                           | Oslo                   | 4 × 5 km Staffel klassisch | Russland ISwetlana Nageikina Nina Gawriljuk Julija Tschepalowa Larissa Lasutina | Russland IINatalja Baranowa-Massalkina Ljubow Jegorowa Anfissa Reszowa Irina Skladnewa | NorwegenBente Martinsen Hilde Glomsås Elin Nilsen Anita Moen                   |

### Wertungen
| Rang | Name                        | Punkte |
| ---- | --------------------------- | ------ |
| 1    | Bente Martinsen             | 768    |
| 2    | Stefania Belmondo           | 768    |
| 3    | Nina Gawriljuk              | 705    |
| 4    | Kristina Šmigun             | 666    |
| 5    | Larissa Lasutina            | 648    |
| 6    | Kateřina Neumannová         | 618    |
| 7    | Swetlana Nageikina          | 530    |
| 8    | Olga Danilowa               | 507    |
| 9    | Anfissa Reszowa             | 490    |
| 10   | Antonina Ordina             | 430    |
| 11   | Julija Tschepalowa          | 363    |
| 12   | Iryna Terelja               | 300    |
| 13   | Natalja Baranowa-Massalkina | 279    |
| 14   | Elin Nilsen                 | 264    |
| 15   | Brigitte Albrecht-Loretan   | 252    |
| 16   | Gabriella Paruzzi           | 246    |
| 17   | Maria Theurl                | 218    |
| 18   | Walentyna Schewtschenko     | 187    |
| 19   | Sophie Villeneuve           | 187    |
| 20   | Anita Moen                  | 170    |
| 21   | Sabina Valbusa              | 150    |
| 22   | Satu Salonen                | 148    |
| 23   | Maj Helen Sorkmo            | 127    |
| 24   | Katrin Smigun               | 110    |
| 25   | Irina Skladnewa             | 94     |
| 26   | Tina Bay                    | 86     |
| 26   | Milla Saari                 | 86     |
| 28   | Manuela Henkel              | 85     |

| Rang | Name                         | Punkte |
| ---- | ---------------------------- | ------ |
| 29   | Andreja Mali                 | 80     |
| 30   | Sylvia Honegger              | 69     |
| 31   | Jaroslava Bukvajová          | 65     |
| 31   | Hilde Glomsås                | 65     |
| 33   | Karin Moroder                | 62     |
| 34   | Kaisa Varis                  | 59     |
| 34   | Kati Wilhelm                 | 59     |
| 36   | Sigrid Wille                 | 58     |
| 37   | Antonella Confortola         | 51     |
| 37   | Annick Vaxelaire-Pierrel     | 51     |
| 39   | Alena Sinkewitsch            | 49     |
| 40   | Guri Knotten                 | 48     |
| 41   | Ljubow Jegorowa              | 38     |
| 42   | Andrea Huber                 | 33     |
| 43   | Hilde Gjermundshaug Pedersen | 32     |
| 44   | Evi Sachenbacher-Stehle      | 31     |
| 44   | Beckie Scott                 | 31     |
| 46   | Constanze Blum               | 30     |
| 47   | Kati Sundqvist               | 29     |
| 48   | Katerina Hanušová            | 28     |
| 48   | Swetlana Schischkina         | 28     |
| 48   | Karin Ersson                 | 28     |
| 51   | Elina Pienimäki              | 26     |
| 51   | Zuzana Kocumová              | 26     |
| 53   | Rønnaug Schei                | 23     |
| 54   | Anna Frithioff               | 22     |
| 55   | Fumiko Aoki                  | 20     |
| 55   | Sumiko Yokoyama              | 20     |

| Rang | Name                     | Punkte |
| ---- | ------------------------ | ------ |
| 57   | Anita Hakala             | 16     |
| 57   | Renate Roider            | 16     |
| 59   | Marina Denissowa         | 14     |
| 59   | Anke Reschwamm-Schulze   | 14     |
| 61   | Olga Rotschewa           | 13     |
| 61   | Riikka Sirviö            | 13     |
| 63   | Karine Laurent Philippot | 11     |
| 64   | Nina Kemppel             | 10     |
| 64   | Petra Letenska           | 10     |
| 66   | Viola Bauer              | 9      |
| 66   | Annika Evaldsson         | 9      |
| 66   | Anita Olsen Katnosa      | 9      |
| 69   | Anne-Laure Condevaux     | 8      |
| 69   | Anna Santer              | 8      |
| 71   | Natascia Leonardi        | 7      |
| 71   | Andrea Senteler          | 7      |
| 71   | Cristel Vahtra           | 7      |
| 74   | Ramona Roth              | 6      |
| 75   | Maryna Pestrjakowa       | 5      |
| 76   | Olga Kamenskaia          | 4      |
| 76   | Nataša Lačen             | 4      |
| 76   | Kumiko Yokoyama          | 4      |
| 79   | Alžbeta Havrančíková     | 3      |
| 80   | Virpi Kuitunen           | 1      |
| 80   | Pirjo Muranen            | 1      |
| 80   | Francesca Sommavilla     | 1      |

| Rang | Name                | Punkte |
| ---- | ------------------- | ------ |
| 1    | Bente Martinsen     | 806    |
| 2    | Kateřina Neumannová | 490    |
| 3    | Kristina Šmigun     | 473    |
| 4    | Nina Gawriljuk      | 401    |
| 5    | Stefania Belmondo   | 356    |
| 6    | Larissa Lasutina    | 305    |
| 7    | Antonina Ordina     | 282    |
| 8    | Anfissa Reszowa     | 250    |
| 9    | Andreja Mali        | 240    |
| 10   | Anita Moen          | 235    |

| Rang | Name               | Punkte |
| ---- | ------------------ | ------ |
| 1    | Kristina Šmigun    | 372    |
| 2    | Stefania Belmondo  | 345    |
| 3    | Larissa Lasutina   | 343    |
| 4    | Swetlana Nageikina | 265    |
| 5    | Olga Danilowa      | 240    |
| 6    | Nina Gawriljuk     | 215    |
| 7    | Julija Tschepalowa | 200    |
| 8    | Anfissa Reszowa    | 190    |
| 9    | Iryna Terelja      | 156    |
| 10   | Maria Theurl       | 147    |

## Nationencup
| Rang | Land     | Punkte |
| ---- | -------- | ------ |
| 1    | Norwegen |        |
| 2    | Russland |        |
| 3    | Schweden |        |

| Rang | Land     | Punkte |
| ---- | -------- | ------ |
| 1    | Norwegen |        |
| 2    |          |        |
| 3    |          |        |

| Rang | Land     | Punkte |
| ---- | -------- | ------ |
| 1    | Russland |        |
| 2    |          |        |
| 3    |          |        |